# Jan Willem Janssens

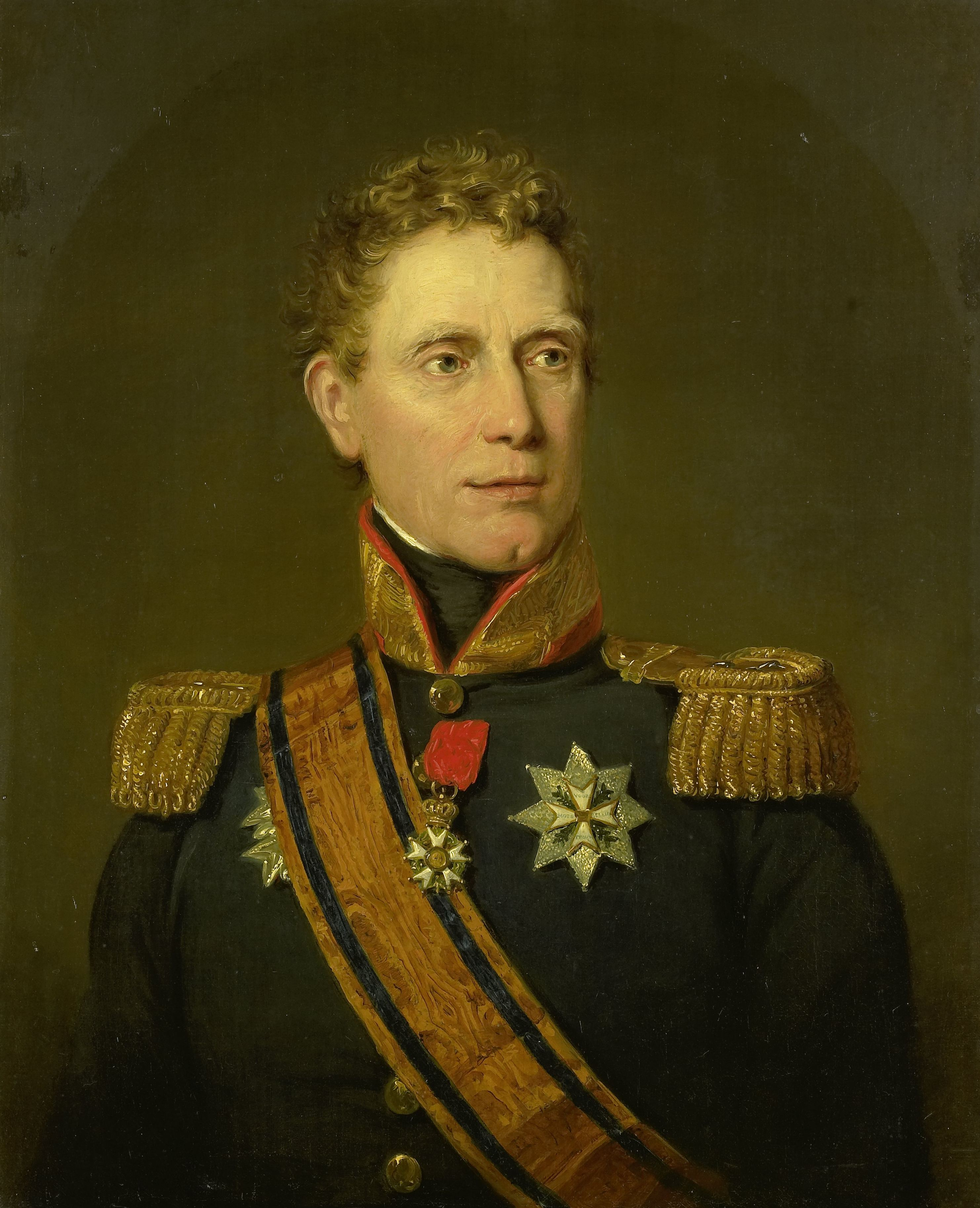
Jonkheer Jan Willem Janssens (1762-1838)

Jan Willem Janssens, (Nijmegen, 12 oktober 1762 – Den Haag, 23 mei 1838) was een patriot en Nederlands minister onder Lodewijk Napoleon en soeverein vorst Willem. Hij was gouverneur  van de Bataafse Kaapkolonie met de rang van luitenant-generaal, van 1803 tot 1806; hierna werd de Kaap overgenomen door de Engelsen na de Slag bij Blaauwberg.
In 1811 werd hij naar Batavia gezonden om Herman Willem Daendels te vervangen. Daar was hij voor korte tijd gouverneur-generaal van Nederlands-Indië. Jan Willem Janssens droeg op 18 september 1811, te Salatiga op Midden-Java, bij de Capitulatie van Toentang, Java en die 'onderhorigheden' die nog niet waren veroverd over aan de oprukkende Engelsen.
Jan Willem Janssens bleef in Franse krijgsdienst totdat in april 1814 de Franse troepen werden teruggetrokken. Daarna gaf hij adviezen aan koning Willem I. Hij werd tot generaal der Infanterie benoemd, en vervolgens tot minister van Oorlog. De koning verhief hem ook in de adelstand.
Van 1815 tot 1838 was Janssens de eerste kanselier van de Militaire Willems-Orde. In deze functie gaf hij, geheel alleen want het voorgeschreven kapittel werd nooit benoemd, leiding aan de eerste jaren van die orde. Generaal Janssens adviseerde de koning over benoemingen en gaf ook staatsrechtelijke adviezen. Hij was kort voor zijn dood betrokken bij de instelling van de Ruit van Bonjol.

## Ridderorden
- Commandeur in de Orde van de Unie, 25 november 1807
- Grootkruis Orde van de Unie, 3 februari 1808
- Grootofficier in het Legioen van Eer, 16 mei 1811
- Grootkruis in de Orde van de Reünie, 22 februari 1812
- Grootkruis in de Militaire Willems-Orde (nr. 16) op 8 juli 1815 als luitenant-generaal voor "wegens vroeger bewezen diensten"[1]
- Grootkruis in de Orde van de Nederlandse Leeuw

- Bibliothèque nationale de France: cb16517705d (data)
- Biografisch Portaal: 14509225
- Digitale Bibliotheek voor de Nederlandse Letteren: jans183
- Gemeinsame Normdatei: 129910848
- International Standard Name Identifier: 0000 0000 2041 8915
- Base Léonore: LH//1353/99
- Nederlandse Thesaurus van Auteursnamen: 271573716
- Parlement.com: vg09llsxlfqb
- SNAC: w6sc1rhz
- Virtual International Authority File: 13401220
- WorldCat: E39PBJdrGgYPbHbbhWHwfxCvpP

Gouverneur-generaal van de VOC

Both · 
Gerard Reynst · 
Reael · 
Coen · 
Carpentier · 
Coen · 
Specx · 
Brouwer · 
Van Diemen · 
Van der Lijn · 
Carel Reyniersz · 
Maetsuycker · 
Rijcklof van Goens · 
Speelman · 
Camphuys · 
Van Outhoorn · 
Van Hoorn · 
Van Riebeeck · 
Van Swol · 
Zwaardecroon · 
De Haan · 
Durven · 
Van Cloon · 
Patras · 
Valckenier · 
Thedens · 
Van Imhoff · 
Mossel · 
Van der Parra · 
Van Riemsdijk · 
De Klerk · 
Alting

 

Gouverneur-generaal van staatswege

Van Overstraten · 
Siberg · 
Wiese · 
Daendels · 
(Britse interventie: Raffles en Fendall) · 
Van der Capellen · 
De Kock · 
Du Bus de Gisignies · 
Van den Bosch · 
Baud · 
De Eerens · 
Van Hogendorp · 
Merkus · 
Jan Reijnst · 
Rochussen · 
Duymaer van Twist · 
Pahud · 
Prins · 
Sloet van de Beele · 
Prins · 
Mijer · 
Loudon · 
Van Lansberge · 
s'Jacob · 
Van Rees · 
Pijnacker Hordijk · 
Van der Wijck · 
Rooseboom · 
Van Heutsz · 
Idenburg · 
Van Limburg Stirum · 
Fock · 
De Graeff · 
De Jonge · 
Tjarda van Starkenborgh Stachouwer